# Kampen (musikalbum)
Kampen är ett musikalbum av det svenska black metal-bandet Arckanum från år 1998. I likhet med den föregående skivan Kostogher spelades den in i High Tech Trinity studio i Mora och producerades av Niklas Bäckar och Shamaatae. Lena Klarström medverkar med sång på låtarna "Kamps tekn", "Pa gruvstiigher vandrum", "Minir natz fughlir", "Skipu vidit Dunkel" och "Þær vindanir dvælies", och Sataros med gitarr och sång på "Sangin kaos".
På grund av ett misstag hos skivbolaget ligger alla låtar i bara fyra spår som är 28, 20, 20 respektive 5 minuter långa.

## Låtlista
1. "Intro" - 04:41
2. "Kamps tekn" - 05:59
3. "Frana" - 06:50
4. "Tronan yvir þusand landskaps mark" - 04:17
5. "Pa gruvstiigher vandrum" - 06:50
6. "Minir natz fughlir" - 06:40
7. "Trulfylket, raþz ok os" - 08:42
8. "þe hæmpndlystnir fran dimban" - 04:15
9. "Nær ok fiær" - 03:59
10. "Skipu vidit dunkel" - 05:37
11. "þær vindanir dvælies" - 05:50
12. "Sangin kaos" - 08:59

### Fotnoter
1. ↑  ”Arkiverade kopian”. Arkiverad från originalet den 9 maj 2009. https://web.archive.org/web/20090509144939/http://www.arckanum.se/kampen.htm. Läst 1 januari 2011.
2. ↑  http://metal-archives.com/release.php?id=8721